# Niedermark
Niedermark war eine kurzlebige Gemeinde, die vom 1. Januar 1971 bis zum 30. Juni 1972 existierte. Die Gemeinde gehörte zum Landkreis Osnabrück im gleichnamigen niedersächsischen Regierungsbezirk. Sie hatte bei ihrer Gründung etwa 4300 Einwohner.

## Geografie
Die Ortsteile Gellenbeck und Natrup-Hagen liegen westlich von Georgsmarienhütte am Teutoburger Wald. Der Ortsteil Sudenfeld liegt südlich dieser beiden Ortsteile und grenzt an die im Kreis Steinfurt gelegenen nordrhein-westfälischen Gemeinden Lienen, Lengerich und Tecklenburg, der Ortsteil Natrup-Hagen hat mit Tecklenburg und Hasbergen eine gemeinsame Grenze.

## Gründung
Am 1. Januar 1971 wurde die Gemeinde Niedermark neu gebildet. Ihr gehörten die bisherigen Gemeinden Gellenbeck, Natrup-Hagen und Sudenfeld an.

## Gemeindeauflösung
Bereits am 1. Juli 1972 wurde die junge Gemeinde wieder aufgelöst und in die Gemeinde Hagen am Teutoburger Wald eingegliedert.

## Einwohnerentwicklung
In der Tabelle stehen die Einwohnerzahlen, die kurz vor der Bildung der Gemeinde Niedermark am 6. Juni 1961 und am 27. Mai 1970 in den damals noch selbständigen Gemeinden anlässlich der jeweiligen Volkszählungen festgestellt wurden.
| Orte         | 1961 | 1970 |
| ------------ | ---- | ---- |
| Gellenbeck   | 1421 | 1730 |
| Natrup-Hagen | 1589 | 2186 |
| Sudenfeld    | 348  | 375  |
| insgesamt    | 3358 | 4291 |

## Verkehr
Die Ortsteile Gellenbeck und Natrup-Hagen liegen an der Landesstraße L 95, Natrup-Hagen zusätzlich an der L 89.